# 図頼
図頼（とらい）とは、前近代の中国で行われていた風習の1つで、対立した相手に対する憤懣や怨恨を復讐するために、家族や親族の死を対立相手が原因であるものと誣告することで、対立相手を陥れたりそれを材料として恐喝を行って金品などを奪ったり屈服させたりすること。
宋代に書かれた『名公書判清明集』に江東（現在の江西省・安徽省方面）の風俗として図頼が取り上げられ、明や清の時代には中国南部を中心に広く行われていた。明律や清律では「殺子孫及奴婢図頼人」条が設けられ図頼は犯罪行為として認定されていたが、その一方で「威逼人致死」条すなわち他者によって精神的圧迫を加えられた人が自殺した場合に圧迫を加えたものが処罰される規定もあり、自殺した死亡者の親族が自己の対立者を「威逼人致死」条で告発する例は後を絶たなかった（死亡者の自殺の原因を知っていたとしてもこれを握り潰して告発の材料として利用した）。また、当時の司法官も威逼によって人が自殺に追い込まれることを重大な犯罪と考えられており、図頼を疑うよりも威逼の罪を追及する場合が多かった。このため、図頼の対象とされた告発者の対立相手は「埋葬銀」を名目として多額の金銭を告発者に支給して告発の取り下げを求めざるを得ない場合が多かったという。